# Combretum moggii
Combretum moggii är en tvåhjärtbladig växtart som beskrevs av Arthur Wallis Exell. Combretum moggii ingår i släktet Combretum och familjen Combretaceae. Inga underarter finns listade i Catalogue of Life.